# FIFA International Soccer
FIFA International Soccer is een op voetbal gebaseerd computerspel initieel ontwikkeld door EA Canada dat is uitgebracht door Electronic Arts, onder het label EA Games. Het spel is uitgebracht in december 1993 voor de Sega Mega Drive. Het was het eerste spel van de FIFA Football-serie. In 1994 werd het spel ook uitgebracht voor de platformen 3DO, Commodore Amiga, MS-DOS, Nintendo GameBoy, Sega Game Gear, Mega-CD, Sega Master System en Super Nintendo Entertainment System.

## Spelbesturing
FIFA International Soccer is een van de eerste voetbalsimulaties waar gebruik wordt gemaakt van isometrische projectie, daar waar de meeste andere voetbalspellen destijds een bovenaanzicht gebruikten. De speler bestuurt de elf voetballers van zijn team. Er kunnen vier spelers gelijktijdig spelen waarbij elke speler een of meerdere voetballers aanstuurt. In praktijk bestuurt de speler enkel zijn actieve voetballer. De andere voetballers van het team worden door de computer aangestuurd.
In totaal kan men kiezen uit 48 landen. Verder is er nog een extra team met de naam EA All Stars. Elk team bestaat uit 20 voetballers waarbij de speler er 11 dient uit te kiezen. De namen van de voetballers op zich zijn fictief, hoewel sommigen genoemd zijn naar personen die het spel hebben ontwikkeld.
Het spel heeft vier modi: Exhibition, Tournament, Playoffs en League.
- In exhibition bestaat de wedstrijd uit één match.
- In tournament mode wordt min of meer het principe van FIFA World Cup gehanteerd. De speler kan vooraf enkele teams selecteren waarmee hij eerst speelt. Het spel bestaat sowieso uit drie wedstrijden. Naargelang het klassement stopt het spel na de derde ronde of starten er nog tot vier rondes waarin gebruik wordt gemaakt van het knock-outsysteem: indien de speler de match verliest, stopt het spel.
- Playoffs gebruikt min of meer hetzelfde principe als Tournament, maar de drie eerste wedstrijden worden niet gespeeld.
- League bestaat uit wedstrijden tussen acht ploegen dewelke worden geloot via een round robin-algoritme.[2]

### Fouten in spelbesturing
Het spel bevat twee grote fouten in de spelbesturing:
- Indien men tegen de computer speelt en de doelman van de tegenploeg heeft de bal in bezit, is het heel eenvoudig voor de speler om een goal te maken: zet de voetballer van de speler vlak voor de doelman van de tegenploeg. De doelman zal de bal passen aan de voetballer van de speler in plaats van een speler van de computerploeg.
- Wanneer de scheidsrechter een fout blaast, wordt deze pas effectief uitgedeeld nadat de speler zijn voetballer doet stoppen. Zolang de voetballer loopt, blijft het spel doorgaan.

## Speelbare teams
Er zijn 48 nationale teams in het spel:
AFC
- China
- Hongkong
- Irak
- Japan
- Qatar

CAF
- Algerije
- Ivoorkust
- Kameroen
- Marokko
- Nigeria

CONCACAF
- Canada
- Mexico
- Verenigde Staten

CONMEBOL
- Argentinië
- Brazilië
- Chili
- Colombia
- Uruguay

OFC
- Australië
- Nieuw-Zeeland

UEFA
- België
- Bulgarije
- Denemarken
- Duitsland
- Engeland
- Frankrijk
- Griekenland
- Hongarije
- Ierland
- Israël
- Italië
- Luxemburg
- Nederland
- Noord-Ierland
- Noorwegen
- Oekraïne
- Oostenrijk
- Polen
- Portugal
- Roemenië
- Rusland
- Schotland
- Spanje
- Tsjechië
- Turkije
- Wales
- Zweden
- Zwitserland

## Ontwikkeling
Electronic Arts bracht al enkele jaren sportsimulatiespellen uit waaronder de disciplines American football, golf en ijshockey. Deze spellen sloegen niet echt aan op de Europese markt omdat deze sporten in dit werelddeel minder populair zijn. Na marktonderzoek besliste Electronic Arts dat een voetbalspel wellicht zowel in Amerika als in Europa zou aanslaan.
Electronic Arts nam bij FIFA een licentie aan zodat ze de naam "FIFA International Soccer" mochten gebruiken. Aangezien het contract niets bevatte betreffende de namen van ploegen en spelers kan men in het spel enkel kiezen voor een land. De spelers hebben fictieve namen. Tijdens ontwikkeling bleek dat concurrent U.S. Gold ook een gelijkaardige licentie had bij FIFA en dat zij enkele weken voor start van het Wereldkampioenschap voetbal 1994 het spel World Cup USA '94 uitbrachten. Vandaar dat Electronic Arts besliste om hun spel uit de brengen tijdens de kerstperiode 1993.
Electronic Arts had de intentie om het spel in Amerika uit te brengen onder de naam "Team USA Soccer", maar kwam later terug op deze beslissing.